# أرنو نوردلوند
أرنو نوردلوند (بالفنلندية: Arno Nordlund)‏ هو لاعب كرة قدم فنلندي، ولد في 2 سبتمبر 1935.

## وصلات خارجية
- أرنو نوردلوند على موقع ناشيونال فوتبول تيمز (الإنجليزية)